# Natri hexametaphosphat
Natri hexametaphosphat (SHMP) là hexame có công thức (NaPO3)6. Natri hexametaphosphat trong thương mại là hỗn hợp các metaphosphat trùng hợp, hexame là một trong số đó, và là chất được gán cho cái tên này. Natri polymetaphosphat mới là tên gọi chính xác hơn. Nó được điều chế bằng cách nấu chảy natri đihiđrophosphat, sau đó làm lạnh nhanh. SHMP thủy phân trong dung dịch nước, đặc biệt trong môi trường axit, tạo thành natri trimetaphosphat và natri phosphat.

## Sử dụng
SHMP dùng làm phụ gia cô lập và có nhiều ứng dụng trong nhiều ngành công nghiệp, bao gồm làm phụ gia thực phẩm với số E là E452i. Natri cacbonat đôi khi được thêm vào SHMP để tăng pH lên 8.0-8.6, điều này giúp cho các sản phẩm SHMP được dùng trong việc làm mềm nước và tẩy rửa. Ngoài ra còn dùng làm chất khử keo tụ để phá hủy đất sét và các loại đất khác.
Một trong những ứng dụng ít được biết tới hơn của natri hexametaphosphat là làm chất giải keo tụ trong sản xuất gốm terra sigillata, một kĩ thuật làm gốm sử dụng nước áo ít và mịn. Natri hexametaphosphat hay các chất giải keo tụ khác cho phép các hạt gốm của lớp nước áo thông thường tiếp tục lơ lửng trong khoảng thời gian dài hơn; sau 24 giờ hoặc hơn, lớp nước áo tách lớp với các hạt lớn hơn chìm xuống dưới, các hạt nhỏ mịn hơn có thể được dẫn ra ngoài và giúp bề mặt gốm trở nên đẹp mịn hơn. Nó còn dùng làm chất giải keo tụ cho Phương pháp kiểm tra tiêu chuẩn cho phân tích cỡ hạt đất ASTM D422 - 63(2007).
Gần đây nó được dùng làm thành phần hoạt động trong nhãn hàng kem đánh răng Crest thân thiện với sức khỏe với mục đích ngừa bựa răng và chống làm ố màu răng.

## Trong thực phẩm
Siro phong nhân tạo, sữa lon, bột và nến phô mai, phô mai giả, sữa đánh tơi, lòng trắng trứng đóng gói, thịt bò nướng, cá fillet, thạch trái cây, đồ ngọt đông lạnh, dầu giấm, cá trích, ngũ cốc ăn sáng, kem tươi, bia, nước giải khát đóng chai, v.v...